# هانس بيترز
هانس بيترز (بالألمانية: Hanns Peters)‏ هو مجدف ألماني، ولد في 13 يناير 1930 في ساربروكن في ألمانيا، وتوفي في 31 مارس 2015 في ميونخ في ألمانيا.

## وصلات خارجية
- هانس بيترز على موقع الاتحاد الدولي للتجديف (الإنجليزية)
- هانس بيترز على موقع أوليمبيديا (الإنجليزية)